# 2082.
◄ | 20. stoljeće | 21. stoljeće | 22. stoljeće | ►
◄ | 2050-ih | 2060-ih | 2070-ih | 2080-ih | 2090-ih | 2100-ih | 2110-ih | ►
◄◄ | ◄ | 2079. | 2080. | 2081. | 2082. | 2083. | 2084. | 2085. | ► | ►►
Astronomija

## Događaji
- 27. veljače – Prstenasta pomrčina Sunca koju će se moći vidjeti u Peruu, Brazilu, Francuskoj Gvajani te u sjevernoj Španjolskoj i Portugalu.
- 24. kolovoza – Potpuna pomrčina Sunca koju će se moći vidjeti u Maleziji, Indoneziji i Papui Novoj Gvineji.
- 17. prosinca – Merkurov prijelaz preko Sunčeva diska vidljiv s Marsa
- Svi podatci o Malvinskom ratu koje britanska vlada drži kao strogo povjerljive bit će dostupni javnosti.